# Ugyen Wangchuck
Ugyen Wangchu(c)k (Bumthang, 1862 - aldaar, 21 augustus 1926) was van 1907 tot 1926 de eerste koning van Bhutan uit de Wangchuckdynastie. 
Hij was de zoon van Jigme Namgyal, de Druk desi en de penlop (gouverneur) van Trongsa. Vanuit deze machtsbasis in centraal Bhutan versloeg hij zijn vijanden en verenigde het land na enkele jaren van burgeroorlog, tussen 1882 en 1885. 
In 1907 werd Ugyen Wangchuck door het volk van de toenmalige hoofdstad Punakha unaniem gekozen tot eerste erfelijke koning van Bhutan: de Druk Gyalpo (drakenkoning). Hij ondernam enige hervormingen, met name in het onderwijs. Vanwege zijn hulp aan de expeditie van Francis Younghusband naar Lhasa, in Tibet werd Ugyen Wangchuk door de Britten geridderd.
Hij was gehuwd met koningin Ashi Tsundue Pema Lhamo. Zijn zoon Jigme Wangchuck volgde hem op na zijn dood.